# Синьга (река, впадает в Сергозеро)
Синьга — река в Мурманской области России, впадает в Сергозеро, протекает в Терском районе. Длина реки составляет 14 км.
Берёт начало в глубоком безымянном болоте выше отметки 152,6 м нум. Протекает через Верхнее Синьгозеро, затем через Нижнее Синьгозеро. Впадает в Сергозеро на высоте 148,3 м нум.
У устья ширина реки 18 метров, глубина 2; грунт дна вязкий.

## Данные водного реестра
По данным государственного водного реестра России относится к Баренцево-Беломорскому бассейновому округу, водохозяйственный участок реки — реки бассейна Белого моря от западной границы бассейна реки Иоканга (мыс Святой Нос) до восточной границы бассейна реки Нива, без реки Поной. Речной бассейн реки — бассейны рек Кольского полуострова и Карелии, впадает в Белое море.
Код объекта в государственном водном реестре — 02020000212101000008278.